# The Eugene
The Eugene, auch 3 Manhattan West, ist ein Wolkenkratzer in Manhattan in New York City, USA. Der Wohnturm ist Teil des Gebäudekomplexes Manhattan West und wurde vom bekannten Architekturbüro Skidmore, Owings and Merrill gemeinsam mit den SLCE Architects entworfen.

## Beschreibung
Der Turm befindet sich im Viertel Hudson Yards im Stadtteil Chelsea auf der West Side von Manhattan an der West 31st Street. Er steht zwischen dem Hochhauskomplex Hudson Yards im Westen und der Penn Station im Osten. Nordwestlich direkt neben dem Gebäude befindet sich an der Dyer Avenue mit einem den Komplex unterquerenden Straßentunnel die Zufahrt zum Lincoln Tunnel nach New Jersey.
The Eugene hat eine Höhe von 222,5 Meter (730 Fuß) und besitzt 62 Etagen. Der Turm besteht im Kern aus Stahlbeton und Beton und er besitzt eine Vorhangfassade aus Aluminium und Glas. Im Gebäude befinden sich 844 Wohnungen, darunter 690 zu marktüblichen und 154 zu erschwinglichen Preisen. The Eugene bietet seinen Bewohnern das Fitnessstudio „La Palestra“ mit einem Basketballplatz und einer acht Meter hohen Kletterwand, das Café „Bluestone Lane“, eine Dachterrasse mit einer privaten Bar, Pokerlounges, ein Arcade-Raum, eine Indoor-Golfsimulation, eine Bibliothek und weiteres. Baubeginn war im Dezember 2014, die Fertigstellung und Eröffnung erfolgte im Juli 2017.
Der Wohnturm ist Teil des Bauprojektes Manhattan West, bestehend aus vier neuen Hochhäusern, die allesamt von Brookfield Properties entwickelt wurden und zwei restaurierten Gebäuden. Neben dem The Eugene gehören zum Komplex die Wolkenkratzer One Manhattan West und Two Manhattan West sowie das Hotel „Pendry Manhattan West“.

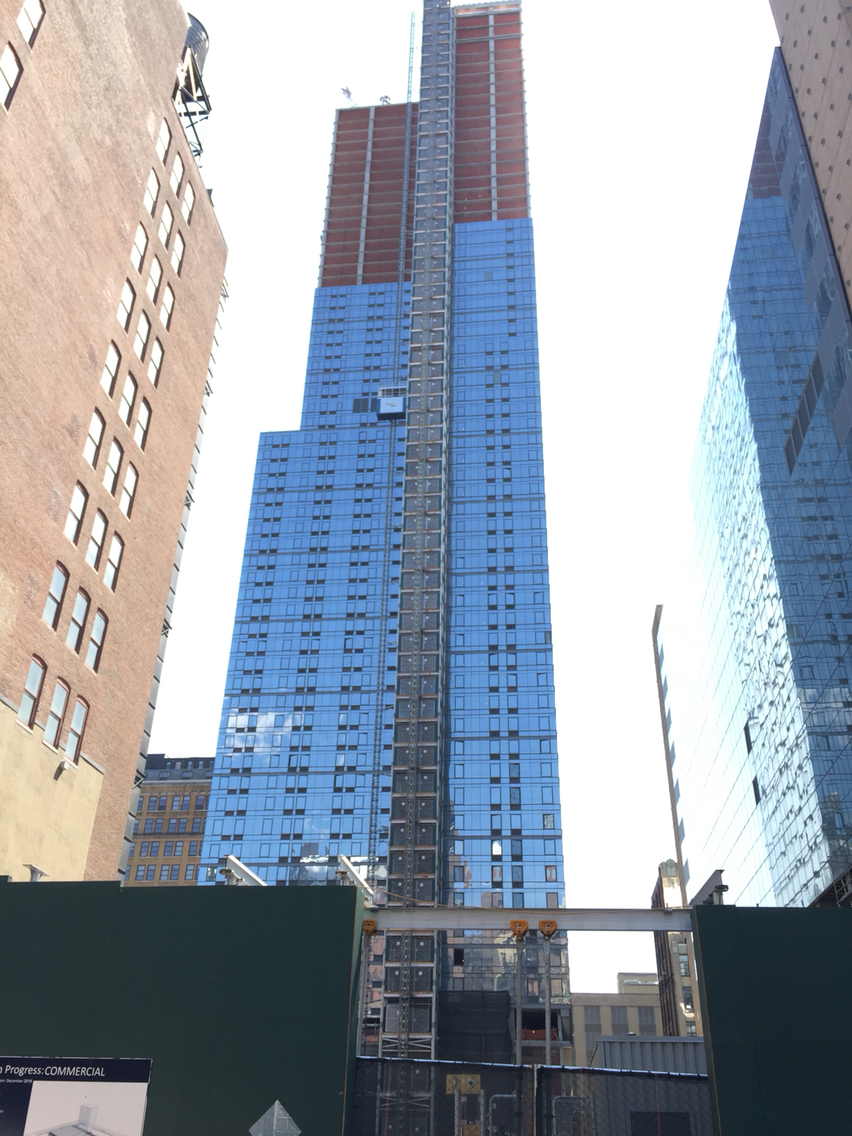
Bauphase am 30. Mai 2016
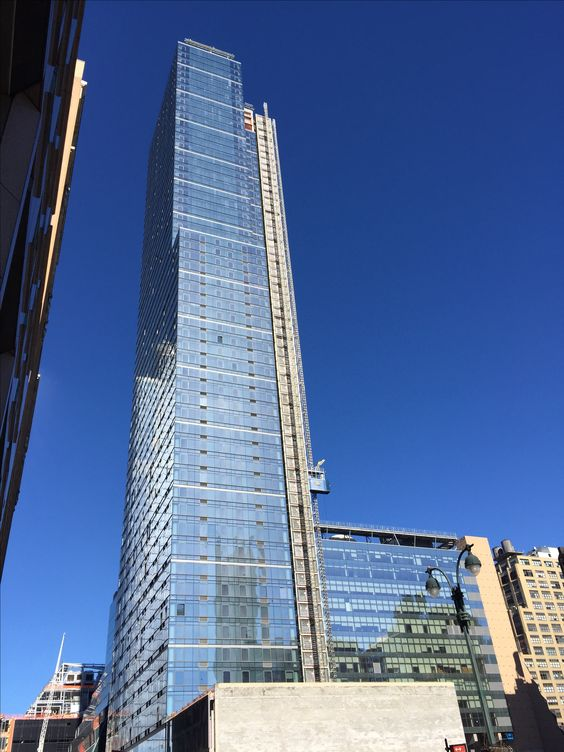
The Eugene am 18. September 2016
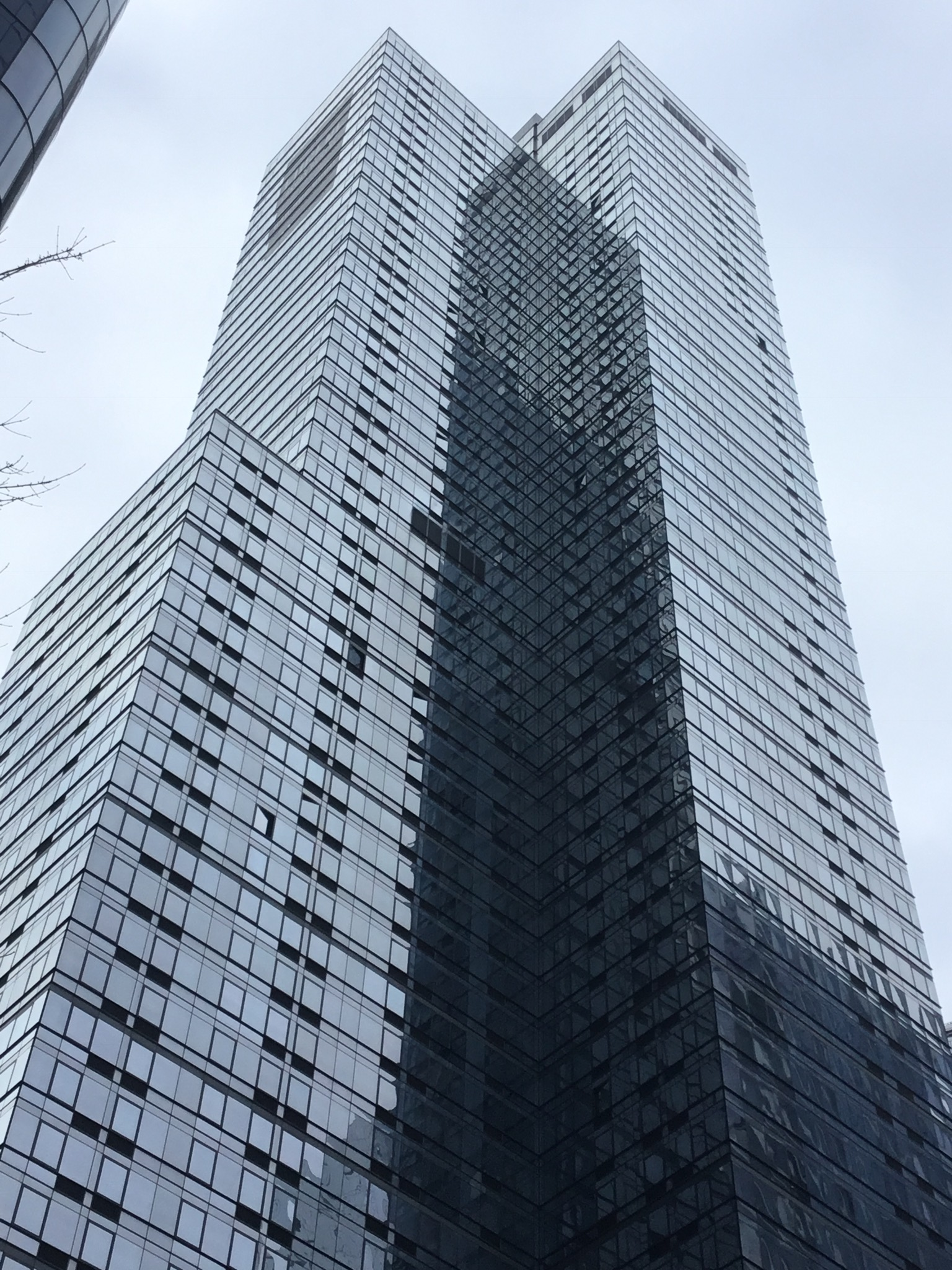
Vertikale Ansicht am 23. Januar 2023